# Politique au Yémen

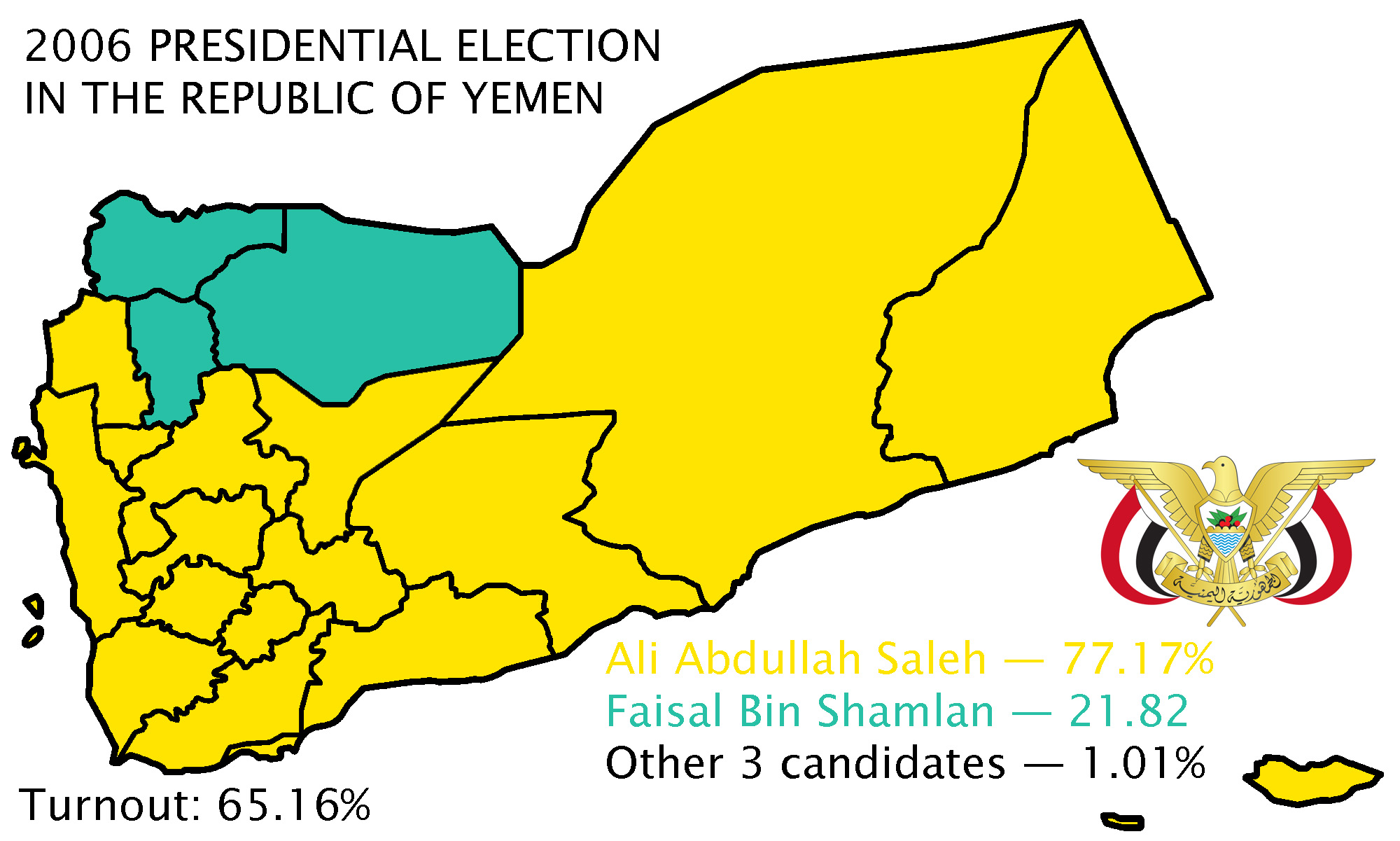
Carte des résultats de l'élection présidentielle de 2006

Le Yémen est une république présidentielle autoritaire, où le président est à la fois chef de l'État et chef du gouvernement. Officiellement multipartite, la vie politique est toutefois dominée par le Congrès général du peuple depuis l'unification de la République arabe du Yémen et la République démocratique populaire du Yémen en 1990. Le pouvoir exécutif est détenu par le gouvernement tandis que le pouvoir législatif est partagé entre le gouvernement et le parlement. Le pouvoir judiciaire est indépendant des deux premiers, mais subit régulièrement des incartades de l'exécutif.

## Pouvoir exécutif
| Fonction         | Nom                  | Parti       | Depuis          |
| ---------------- | -------------------- | ----------- | --------------- |
| Président        | Rachad al-Alimi      | CGP         | 7 avril 2022    |
| Premier ministre | Maïn Abdelmalek Saïd | Indépendant | 18 octobre 2018 |

Le président est élu pour sept ans au suffrage universel direct. Il nomme personnellement le vice-président, le Premier ministre et les vice-Premiers ministres, ainsi que les membres du gouvernement sur conseil du Premier ministre.

## Pouvoir législatif
La Chambre des représentants, chambre basse, compte 301 membres élus pour quatre ans dans des circonscriptions à siège unique. Un Conseil consultatif de 59 membres nommés par le président vit le jour en mai 1997, est la chambre haute du parlement.

## Pouvoir judiciaire
La constitution garantit l'indépendance du pouvoir judiciaire. La Cour suprême est la plus haute instance de recours. Du fait que le Coran est à la base de toutes les lois, et qu'aucune loi ne peut le contredire, de nombreux juges ont suivi une formation religieuse.
Le Code pénal de 1994 est basé sur le droit pénal musulman.

## Partis politiques et élections
Les observateurs internationaux qualifièrent les élections législatives de 2003 comme un pas supplémentaire vers la démocratie, tout en relevant de nombreuses irrégularités. De manière générale, les partis d'opposition n'ont qu'un accès restreint aux médias.
En 1997, Oras Sultan Naji et Oulouf Bakhoubaïra sont les deux premières femmes élues comme députées au Yémen. Naji est réélue en 2003.